# إدوارد نورتون لورنتز
إدوارد نورتون لورنتز (بالإنجليزية: Edward Norton Lorenz) (ولد في 23 مايو 1917- 16 أبريل 2008)، هو رياضياتي وعالم أرصاد جوية أمريكي.

## السيرة الشخصية
ولد لورنتز في وست هافن، كونيتيكت، الولايات المتحدة الأمريكية، في 23 مايو عام 1917. درس الرياضيات في كلية دارتماوث في ولاية نيوهامبشاير، وجامعة هارفارد في كامبريدج، ماساتشوستس، الولايات المتحدة. وتوفي في 2008 في كامبريدج ماساشيوست في أميريكا بعد مرض عضال أصابه.

## الجوائز
كان أول المساهمين في نظرية الشواش، وهو الذي صاغ مصطلح تأثير الفراشة.

## أعماله
خلال الحرب العالمية الثانية عمل كمتنبئ لحالة الجو للقوات الجوية الأمريكية. بعدما عاد من الحرب العالمية درس علم الأرصاد الجوية في معهد ماساتشوستس للتكنولوجيا.